# Euvrilletta peltata
Euvrilletta peltata är en skalbaggsart som först beskrevs av Harris 1836.  Euvrilletta peltata ingår i släktet Euvrilletta och familjen trägnagare. Inga underarter finns listade i Catalogue of Life.